# Zăvoaia
Zăvoaia is een Roemeense gemeente in het district Brăila.
Zăvoaia telt 3352 inwoners.